# 克劳斯：圣诞节的秘密
《克劳斯：圣诞节的秘密》（英語：Klaus）是2019年西班牙英语圣诞节喜剧剧情动画电影，是动画导演塞尔吉奥·巴勃罗斯处女作，由塞尔吉奥·巴勃罗斯动画工作室创作，Aniventure支持，Netflix发行。影片由扎克·路易斯（Zach Lewis）和吉姆·马奥尼（Jim Mahoney）共同编剧，杰森·施瓦兹曼、J·K·西蒙斯、拉希达·琼斯、威爾·薩索、内达·玛格丽特·拉巴（Neda Margrethe Labba）、塞尔吉奥·巴勃罗斯、诺姆·麦克唐纳和瓊安·庫薩克配音。影片与圣尼古拉历史遗迹中的圣诞老人起源故事不同，发生在虚构的19世纪世界，剧情围绕着一名驻扎在北方岛屿小镇斯梅伦斯堡（为北极冷岸群岛上的荷兰和丹麦捕鲸站施梅伦堡的误拼）、与一位隐居的玩具制造者成为朋友的邮递员展开。
电影于2019年11月8日上线，动画、剧情和配音表演获得称赞。影片获得在第47届安妮奖上获得最佳动画片奖等七项安妮奖，获得第73届英国电影学院奖最佳动画片奖，获得第92届奥斯卡金像奖最佳动画片提名，与《我失去了身体》一起成为Netflix首部获奥斯卡金像奖提名的动画片。

## 剧情
杰斯珀·约翰森好吃又懒做，父亲是一位富裕的邮政局长。父亲为了改变他的惰性，安排他去参加邮递员学院的训练课程。然而，约翰森故意怠工，父亲无奈之下决定把他送到边缘小镇斯梅伦斯堡（Smeerensburg），要求他一年内递出六千封信，否则无法得到家族的资产。约翰森一抵达小镇，喜欢冷嘲热讽的渡船工人摩根斯和心酸的鱼贩子（曾是教师）伊娃便告诉他，小镇的居民差不多都是埃林博和克鲁姆两大家族的人，双方长久以来僵持不下，彼此很少有交谈，更别说写信了。
杰斯珀拼命想办法发送镇上的信件时，发现办公室有张地图显示岛的远端有一座孤立的住宅。经过勘察，他发现屋内住宅樵夫克劳斯。克劳斯隐居于此，房子里都是他做的手工木制玩具。杰斯珀被这位男子凝重的表情吓破胆，立马逃窜，无意间将之前发现一张由斯梅伦斯堡一名孩子绘制的悲伤的画图丢在路上。克劳斯追上前，要求杰斯珀带他去找中画中男孩的房子，将玩具秘密地送给这名男孩。
事情迅速在其他孩子之间传开，第二天他们纷纷去找杰斯珀，认为只要给他寄信就能收到玩具。杰斯珀突发奇想，便去找了克劳斯，提议将他房子内的玩具捐出去。克劳斯同意了，于是两人趁着夜色摸黑行动，由杰斯珀秘密送给孩子们玩具。不久后，孩子们纷纷向克劳斯写信。杰斯珀告诉大家，克劳斯的玩具只给乖孩子，而他一直知道哪些孩子不听话。两人的善举随后令其他居民逐渐萌生了结束长久以来的争端的想法，阿娃也重新开了学校，教孩子们读书写字。
最终，杰斯珀和克劳斯开足马力，将玩具全送出去。年关将至，杰斯珀要离开的日子也将到来，他劝说克劳斯制作更多的玩具，方便在圣诞节送出去。克劳斯拒绝了，在误会中将杰斯珀赶了出去。之后，两人和好，一起给住在边远地区的萨米族小女孩玛古和她的家人们造了一辆雪橇。克劳斯向杰斯珀讲了她的妻子莉迪亚的故事，说自己做了这么多玩具，是想给他们未来的孩子，然而莉迪亚因病去世，两人的愿望无疾而终。克劳斯意识到他们的努力给孩子们带来了欢乐，于是就同意了圣诞节的计划，而玛古和她的邻居听到消息后也过来帮忙。随着镇上居民的关系渐渐和睦，自己对伊娃的爱慕也与日俱增，杰斯珀有了想留在斯梅伦斯堡的念头。
与此同时，两大家族族长阿克塞尔·埃林博和塔米·克鲁姆宣布临时停战，携手阻止杰斯珀和克劳斯的行动，继续两家人的争执。他们欺骗杰斯珀的父亲，让他相信杰斯珀已经投递了14000封信。父亲在平安夜来到镇上跟儿子庆祝，无意间向杰斯珀的朋友们透露了他自己这样做，完全是为了自己。就在他们准备离开的时候，杰斯珀的父亲注意到他的儿子表现出怜悯之心，经过一番交谈，他准许杰斯珀留在镇上。看到族长带着一批人闯进克劳斯的家，将圣诞节的玩具砸烂，杰斯珀上前阻止，但失败了。然而，在随后的追逐中，埃林博家的女儿突然喜欢上了克鲁姆家的儿子。原来，镇上的孩子们早就知道了族长们的阴谋，他们把消息告诉伊娃，伊娃便和克劳斯将玩具都换成诱饵。
杰斯珀被救回，小镇从此变得幸福，两大家族的联姻最终结束了长久以来的争端。杰斯珀跟伊娃结婚，育有两个孩子。往后的11年，他和克劳斯继续在镇子内外发放礼物。到了第12年，阳光明媚的一天，克劳斯追随着山丘拂过的一阵微风消失了，似乎跟已故的妻子团聚了。之后的每个平安夜，杰斯珀都会坐在壁炉旁，等待克劳斯的灵魂继续给全世界的孩子们发放礼物。

## 配音
- 杰森·施瓦兹曼（英语：Jason Schwartzman） 饰 杰斯珀·约翰逊（Jesper Johansson），邮递员，和克劳斯十分友好，给斯梅伦斯堡小镇带来了一个美好圣诞节的同时，渐渐适应了以自我为中心的舒适区的生活
- J·K·西蒙斯 饰 克劳斯（Klaus），隐居樵夫，喜欢制作玩具，后来成了圣诞老人
  - 西蒙斯还饰演了约翰逊家族邮政部门的助理主管朱尔·萨尔格（Drill Sarge），该角色未列入演职员表
- 拉辛达·琼斯（英语：Rashida Jones） 饰 阿娃（Alva），学校老师，后来转行当鱼贩子，杰斯珀的爱人
- 瓊安·庫薩克 饰 塔米·克鲁姆夫人（Mrs. Tammy Krum），家族族长，带领家族与埃林博家族进行一场旷日持久的对峙
- 威爾·薩索 饰 阿克塞尔·埃林博先生（Mr. Aksel Ellingboe），家族族长，带领家族与克鲁姆家族进行一场旷日持久的对峙
- 諾姆·麥克唐納 饰 摩根斯（Mogens），住在斯梅伦斯堡的渡船工人，喜欢挖苦别人
- 内达·玛格丽特·拉巴（Neda Margrethe Labba） 饰 玛古（Márgu），萨米族女孩，杰斯珀的好友
- 塞尔吉奥·巴勃罗斯（英语：Sergio Pablos）分饰两角：
  - 玛格多兰恩（Magdolane），埃林博家的女儿
  - 奥拉夫（Olaf），克鲁姆家的儿子
- 雷夫·亚历山德森（Reiulf Aleksandersen）和萨拉·玛格丽特·奥萨尔（Sara Margrethe Oksal）饰 成年萨米人

## 制作
塞尔吉奥·巴勃罗斯曾参与《阿拉丁》、《钟楼怪人》、《大力士》和《泰山》等迪士尼复兴影片的制作，他在西班牙马德里设立自己的工作室后，决定开发一部全新的传统动画唱片。巴勃罗斯希望探索自1990年代以来西方动画工作室大体上未转投计算机动画的时候，媒体是如何演变的。对于影片的观感，工作室希望克服传统动画的技术限制，着力采用有机的体积光和纹理给予影片独特的观感，同时保留手工质感。制作团体使用了法国昂古莱姆金鱼电影公司（Les flims du Poisson Rouge）的专有软件，制造各种视觉开发样式，摆脱“人物看上去像贴在画好图案的背景墙的贴纸”的标准样式。知名作品有《美女与野兽》的迪士尼动画师詹姆斯·巴斯特也参与了制作。
项目的首支先导预告于2015年4月公布。当时，工作室正在四处寻找投资、制片和发行伙伴。多家电影公司认为项目“太冒险”。2017年11月，Netflix宣布收购影片全球发行权。同时，施瓦兹曼、琼斯、西蒙斯和库萨克宣布加盟，2019年圣诞节的档期也公布。2019年3月，报道指Netflix计划在电影院放映该片，符合奥斯卡金像奖的入围要求。同年8月，Netflix挑选了十部影片，与各大院线展开谈判，计划在网络首播前放映，影片名列其中。10月7日，影片发行日和正式预告片公布。
2019年6月2日，参与本片制作的动画师、场景检查师玛丽·莱斯彻（Mary Lescher）因癌症去世，她生前曾参与《美女与野兽》和《狮子王》的创作。

## 发行
影片于2019年11月8日在指定电影院上映，11月15日登录Netflix。2019年12月20日，Netflix宣布影片上线首月观众数近3000万。

## 评价

### 专业评价
聚合媒体烂番茄评论61条，新鲜度93%，平均分7.59/10。网站共识写道：“优美的手绘动画和幽默暖心的故事将《克劳斯》打造成假期经典（社交网站）状态的即时候选人。”Metacritic评论13条，加权平均得分65/100，表示“普遍好评” 。
《好莱坞报道者》约翰·德福（John DeFore）给予积极评价：“塞尔吉奥·巴勃罗斯给每个平安夜都会发玩具的大块头打造了一个超乎想象、非常有趣的起源故事。影片摆脱大多数关于耶鲁节的陈词滥调，转投一个从零开始的故事，讲述动机令人怀疑的慷慨之举都能带来欢乐，在完全独立的同时，以一种乱七八糟的方式，囊括了其他季节热门作品的影子，特别突出的就是《绿毛怪格林奇》。《综艺》的彼得·德布鲁格（Peter Debruge）给出了中肯的评价，认为影片叙事过于复杂：“影片体现的善意灵感要更多的归功于绚烂的视觉世界，而非剧情所提供的任何东西”。
根据Netflix向路透社提供的数据，影片首月播放量将近3000万。影片击败《玩具总动员4》，成为《动画杂志》2019年年度最佳动画。

### 奖项
| 大奖                   | 典礼日期       | 奖项                 | 获得者 | 结果 | 参考   |
| ---------------------- | -------------- | -------------------- | --- | ---- | ------ |
| 奥斯卡金像奖           | 2020年2月9日   | 最佳動畫片           | 塞尔吉奥·巴勃罗斯、后藤真子和玛丽莎·罗曼                                                                  | 待定 | [ 19 ] |
| 英国电影学院奖         | 2020年2月2日   | 最佳动画片           | 塞尔吉奥·巴勃罗和后藤真子                                                                                 | 獲獎 | [ 20 ] |
| 女性电影记者联盟       | 2020年1月10日  | 最佳动画片           | 《克劳斯：圣诞节的秘密》                                                                                  | 提名 | [ 21 ] |
| 安妮獎                 | 2020年1月25日  | 最佳動畫片           | 后藤真子、塞尔吉奥·巴勃罗斯、梅丽莎·罗曼、马修·泰文、梅赛德斯·加梅罗、麦克·拉加扎·奥蒂斯和古斯塔沃·费拉达 | 獲獎 | [ 22 ] |
| 安妮獎                 | 2020年1月25日  | 最佳长片动画角色     | 塞尔吉奥·马丁斯（动画监督） “阿娃”一角                                                                    | 獲獎 | [ 22 ] |
| 安妮獎                 | 2020年1月25日  | 最佳长片动画角色设计 | 托斯滕·施拉克（Torsten Schrank）                                                                                         | 獲獎 | [ 22 ] |
| 安妮獎                 | 2020年1月25日  | 最佳动画长片导演     | 塞尔吉奥·巴勃罗斯                                                                                         | 獲獎 | [ 22 ] |
| 安妮獎                 | 2020年1月25日  | 最佳动画长片布景     | 希蒙·比尔纳基（Szymon Biernacki）、马辛·雅库波夫斯基（Marcin Jakubowski）                                                                  | 獲獎 | [ 22 ] |
| 安妮獎                 | 2020年1月25日  | 最佳动画长片分镜     | 塞尔吉奥·巴勃罗斯                                                                                         | 獲獎 | [ 22 ] |
| 奥斯汀影评人协会奖     | 2020年1月6日   | 最佳动画片           | 《克劳斯：圣诞节的秘密》                                                                                  | 提名 | [ 23 ] |
| 底特律影评人协会奖     | 2019年12月9日  | 最佳动画片           | 《克劳斯：圣诞节的秘密》                                                                                  | 提名 | [ 24 ] |
| 哥雅獎                 | 2020年1月25日  | 最佳动画片           | 《克劳斯：圣诞节的秘密》                                                                                  | 提名 |        |
| 哥雅獎                 | 2020年1月25日  | 最佳原创歌曲         | 《Invisible》 词曲作者：尤西·伊玛利·卡尔维宁（）、卡罗琳·潘纳尔、贾斯汀·特兰特                            | 提名 |        |
| 好莱坞媒体音乐奖       | 2019年11月20日 | 最佳动画片原创歌曲   | 《Invisible》 词曲作者：尤西·伊玛利·卡尔维宁（）、卡罗琳·潘纳尔、贾斯汀·特兰特                            | 提名 | [ 25 ] |
| 音乐城影评人协会奖     | 2020年1月10日  | 最佳动画片           | 《克劳斯：圣诞节的秘密》                                                                                  | 提名 | [ 26 ] |
| 北达科他州电影协会奖   | 2020年1月16日  | 最佳动画片           | 塞尔吉奥·巴勃罗斯                                                                                         | 提名 | [ 27 ] |
| 圣路易斯影评人协会奖   | 2019年12月15日 | 最佳动画片           | 《克劳斯：圣诞节的秘密》（与《冰雪奇緣2》）                                                               | 亚军 |        |
| 视觉效果学会奖         | 2020年1月29日  | 最佳动画长片视觉效果 | 塞尔吉奥·巴勃罗斯、马丁·泰文、希蒙·比尔纳基和马辛·雅库波夫斯基                                            | 提名 | [ 28 ] |
| 视觉效果学会奖         | 2020年1月29日  | 最佳长片动画角色     | 田村佳三、阿尔弗雷多·卡萨诺（Alfredo Cassano）、马克西姆·德拉兰德（和杰森·施瓦兹曼 杰斯珀一角                            | 提名 | [ 28 ] |
| 华盛顿特区影评人协会奖 | 2019年12月8日  | 最佳动画片           | 《克劳斯：圣诞节的秘密》                                                                                  | 提名 |        |
| 歐洲電影獎             | 2020年12月12日 | 最佳動畫             | 《克劳斯：圣诞节的秘密》                                                                                  | 提名 | [ 29 ] |

## 原声带
莎拉·拉尔森歌曲《Invisible》和重量级乐队歌曲《How You Like Me Now?》出现在片中。预告片背景音乐为迪斯可癟三的《High Hopes》。